# Cynontodium
Cynontodium es un género de musgos perteneciente a la amilia Archidiaceae. Comprende 13 especies descritas y de estas, solo 9 aceptadas.

## Taxonomía
El género fue descrito por Johannes Hedwig y publicado en Species Muscorum Frondosorum 57. 1801.

## Especies aceptadas
A continuación se brinda un listado de las especies del género Cynontodium aceptadas hasta febrero de 2015, ordenadas alfabéticamente. Para cada una se indica el nombre binomial seguido del autor, abreviado según las convenciones y usos.
- Cynontodium affine (Müll. Hal.) Mitt.
- Cynontodium conicum (Mont.) Mitt.
- Cynontodium elongatum (Hook. f. & Wilson) Mitt.
- Cynontodium gracile (Mitt.) Mitt.
- Cynontodium hookeri (Müll. Hal.) Mitt.
- Cynontodium hyalinum (Mitt.) Mitt.
- Cynontodium pallidum (Hedw.) Mitt.
- Cynontodium rufescens (Hampe) Mitt.
- Cynontodium strictum (Sw. ex F. Weber & D. Mohr) Mitt.